# KV Большого Пса
KV Большого Пса (лат. KV Canis Majoris), HD 50118 — двойная затменная переменная звезда типа Алголя (EA) в созвездии Большого Пса на расстоянии приблизительно 4208 световых лет (около 1290 парсеков) от Солнца. Видимая звёздная величина звезды — от +7,4m до +7,16m. Орбитальный период — около 68,384 суток.

## Характеристики
Первый компонент — бело-голубой гигант или субгигант спектрального класса B2III/IV.